# Fischbachklause
Die Fischbachklause ist eine Klause am namensgebenden Fischbach in der Gemeinde Unken im Pinzgau im Salzburger Land. Sie steht unter Denkmalschutz (Listeneintrag).

## Lage
Die Fischbachklause befindet sich im Revier Unken 2 der Saalforste am Oberlauf des Fischbaches der über Weiße Traun und Traun nach Traunstein fließt, südlich des Skigebiets im Heutal in der Gemeinde Unken. Die Klause kann zu Fuß von der Winklmoosalm oder vom Heutal aus erreicht werden.

## Geschichte
Mit dem Bau der Soleleitung von Reichenhall nach Traunstein und dem Bau der Traunsteiner Saline erhofften sich die Unkener Bauern im Heutal eine zusätzliche Verdienstquelle. Auf eigene Kosten errichteten sie deshalb für 600 Gulden eine Klause, die ab 1632 in Betrieb war. 1643 wurde jedoch den Bauern von salzburgischer Seite aus verboten, ihr Holz nach Traunstein zu verkaufen. 1651 wurde eine weitere Klause am Fischbach erwähnt, ab 1665 galt die Fischbachklause als verfallen und die Strafandrohung für die Trift von Holz in Richtung Traunstein wird erneuert. 1671 wurde von den Bauern ein erneuter Versuch unternommen, diesmal sollte das Holz nach Reichenhall verbracht werden. Der dortige Salinenbeamte, der sog. Salzmaier, lehnte die Abnahme dieses Holzes jedoch ab und bis 1774 gab es keinen Nachweis einer Klause im Gebiet des Fischbachs.
1764 oder 1774 entstand eine neue Klause am Fischbach. Als am Anfang des 19. Jahrhunderts Salzburg an Österreich fiel und über die Salinenkonvention die Lieferung von Holz aus den Saalforsten entlang der Saalach an die bayerischen Salinen geregelt wurde, drohte ein Verlust der Wälder im Gebiet des Fischbaches. In der Folge jedoch übernahm das Forstamt in Marquartstein die Verwaltung dieser Wälder am Martinsbichl, Ochsenbrunn, Scheibelberg, Dürrnbacheck, Finstersbach, Laubmberg.
Im Jahr 1831 wurde die „zwar alt bestandene, aber bis auf die vier steinernen Strebepfeiler ganz unbrauchbare“ Fischbachklause erneuert. Die Pfeiler wurden ausgebessert und Wasserschoßthenn sowie Wasserwand wurden neu angefertigt. 1844 übernahm das Forstamt Ruhpolding die Leitung des Betriebs, die Triftarbeiter kamen aber weiterhin aus Unken. Nachdem im März 1859 die Fischbachklause von Eisschollen zerstört worden war, folgte nach zweijähriger Planung am 29. September 1863 die Gehemigung für einen Neubau. 1896 endete die Trift auf dem Fischbach.